# Dolenji Boštanj
Dolenji Boštanj este o localitate din comuna Sevnica, Slovenia, cu o populație de 630 de locuitori.